# スペンサー ダイアナの決意
『スペンサー ダイアナの決意』（スペンサー ダイアナのけつい、原題：Spencer）は、2021年制作のイギリス、アメリカ合衆国、ドイツ、チリの伝記ドラマ映画。監督はパブロ・ラライン、出演はクリステン・スチュワートとジャック・ファーシング、ティモシー・スポールなど。
ダイアナ皇太子妃がチャールズ皇太子（のちのチャールズ3世）との離婚を決意した1991年のサンドリンガム・ハウスでのクリスマス休暇の3日間を描く。クリステン・スチュワートがダイアナを演じる。第78回ヴェネツィア国際映画祭のコンペティション部門でワールドプレミア上映された。

## ストーリー
1991年のイギリス。ノーフォーク州サンドリンガムにある別邸でクリスマス休暇を過ごす王室メンバー。一人だけ遅刻したダイアナは隣接する生家スペンサー邸の敷地に入り込み、畑のカカシに着せてあった実父の上着を「話し相手」と称して持ち帰った。夫の浮気や王室の特異な風習に疲弊したダイアナは、奇妙な行動が目立つようになっていた。
王室は民間と違いクリスマス・イブにプレゼント交換をした。夫から贈られた愛人とお揃いの真珠のネックレスを嫌悪するダイアナ。慣習で暖房すら満足に使えず、公式の衣装は朝昼晩ごとにコーディネーターに決められ、行動は全て監視されて夫に報告された。イブの晩餐会のご馳走はトイレで戻してしまい、夜中にキッチンで盗み食いするダイアナ。
誰かが置いたアン・ブーリンの伝記を読んで魅せられるダイアナ。ヘンリー8世の妻だったアンは世継ぎを産めず、別の女と結婚したい夫によって不貞の罪を着せられ処刑された。度々、アンの幻を見始めるダイアナ。
キジを撃ち落とす伝統の猟への参加を嫌がる長男ウィリアム。息子を庇って話しに来たダイアナに、自分も嫌だが参加していると話す夫のチャールズ。「本来の自分と写真に撮られる自分の二人を持つ必要がある」と、王室育ちのチャールズは当然の事としてダイアナを諭した。
使用人の中にはダイアナを案じ、忠告する者もいたが、孤独を癒せないダイアナ。クリスマスの晩餐会を途中退席したダイアナは、今は無人の生家スペンサー邸に入り込んだ。アン・ブーリンの幻の言葉に従って、夫から贈られた真珠のネックレスを引き千切るダイアナ。
クリスマスの翌日はボクシング・デーと呼ばれ、キジ撃ちの儀式が挙行された。その会場に乱入し、二人の息子を連れ出してロンドンに戻るダイアナ。護衛も付けずに息子たちとドライブし、ドライブスルーでチキンを買ったダイアナは、一年後に正式に別居を発表した。

## キャスト
- ダイアナ皇太子妃: クリステン・スチュワート
- チャールズ皇太子: ジャック・ファーシング
- ウィリアム王子: ジャック・ニーレン
- ハリー王子: フレディ・スプライ
- アリステア・グレゴリー少佐: ティモシー・スポール
- ダレン: ショーン・ハリス
- マギー: サリー・ホーキンス
- エリザベス女王: ステラ・ゴネット（英語版）
- フィリップ王配: リチャード・サメル
- アン王女: エリザベス・バーリントン（英語版）
- アン・ブーリン: エイミー・マンソン

## 作品の評価
Rotten Tomatoesによれば、349件の評論のうち高評価は83%にあたる289件で、平均点は10点満点中7.6点、批評家の一致した見解は「『スペンサー ダイアナの決意』は主人公の人生を特異に描いているためイライラさせられることもあるが、クリステン・スチュワートの緻密な役作りによる演技がこの映画の空想の飛躍を引き止めて支えている。」となっている。
Metacriticによれば、53件の評論のうち、高評価は42件、賛否混在は9件、低評価は2件で、平均点は100点満点中76点となっている。

## 関連作品
- ダイアナ (映画)